# Scopula anomala
Scopula anomala là một loài bướm đêm trong họ Geometridae.